# Нани Гали
Нани Гали (на италиански: Nanni Galli) е бивш пилот от Формула 1.
Роден на 2 октомври 1940 г. в Болоня, Италия.

## Формула 1
Нани Гали прави своя дебют във Формула 1 в Голямата награда на Италия през 1970 г. В световния шампионат записва 20 състезания като не успява да спечели точки, състезава се за пет различни отбора.